# Kirke Hvalsø Sogn
Kirke Hvalsø Sogn 
ist eine Kirchspielsgemeinde (dän.: Sogn)
auf der Insel Sjælland im südlichen Dänemark.
Bis 1970 gehörte sie zur Harde Voldborg Herred im damaligen Københavns Amt (bis 1808: Roskilde Amt), danach zur Hvalsø Kommune im „neuen“ Roskilde Amt, die im Zuge der  Kommunalreform zum 1. Januar 2007 in der Lejre Kommune in der Region Sjælland aufgegangen ist.
Im Kirchspiel leben 4864 Einwohner, davon 4340 im Kirchdorf (Stand: 1. Januar 2023).
Im Kirchspiel liegt die Kirche „Kirke Hvalsø Kirke“.
Nachbargemeinden sind im Norden Kirke Saaby Sogn, im Osten Kisserup Sogn und im Südosten Særløse Sogn, ferner in der südlich benachbarten Ringsted Kommune Valsølille Sogn und in der westlich gelegenen Holbæk Kommune Soderup Sogn.